# Apisa connexa
Anapisa connexa là một loài bướm đêm thuộc phân họ Arctiinae, họ Erebidae.